# Tolerància zero
Tolerància zero (títol original en anglès, Zero Tolerance) és una pel·lícula d'acció tailandesa-estatunidenca del 2015 dirigida per Wych Kaosayananda i protagonitzada per Dustin Nguyen, Gary Daniels i Scott Adkins. Es va estrenar el 10 de febrer de 2015 al Festival Internacional de Destinacions de Cinema de Tailàndia. S'ha doblat i subtitulat al català.

## Premissa
Dos antics agents paramilitars, en Johnny (Nguyen) i el seu amic detectiu Peter (Boonthanakit), patrullen per Bangkok per trobar els assassins de la petita filla d'en Johnny, l'Angel (Paosut) i donar-li la retribució.

## Producció
La pel·lícula es va produir l'any 2011 i originalment es va titular Angels. Inicialment, es va concebre com una aventura lenta i impulsada pels personatges abans de convertir-se en un drama d'acció de ritme ràpid. L'esposa de Dustin Nguyen, Bebe Pham, va assumir el paper de la madam d'un club sexual de gamma alta.